# Ivy Shao
 (mars 2020).
Ivy Shao (邵雨薇) est une actrice, animatrice, et chanteuse taïwanaise née le 21 septembre 1989 à Kaohsiung, Taïwan.

## Séries TV
- Love & π (TTV, 2018)
- Sweet Combat (Hunan TV, 2018)
- Game Not Over (Coture, 2017)
- The Perfect Match (SETTV, 2017)
- Back to 1989 (SETTV, 2016)
- Mei Li De Mi Mi (Hunan TV, 2015)
- Xiao Hua De Tie Shen Gao Shou (iQIYi, 2015)
- When I See You Again (TTV, 2015)
- Love at Second Sight (Hunan TV, 2014)
- Fabulous 30 (SETTV, 2014)
- A Hint of You (SETTV, 2013)
- Confucius (CTV, 2012)
- Skip-Beat! (FTV, 2011) cameo

## Films
- The Tenants Downstairs (2016)
- First of May (2015)